# Gran Premi de l'Ulster de motociclisme de 1962
El Gran Premi de l'Ulster de motociclisme de 1962 fou la setena cursa de la temporada 1962 de motociclisme. La cursa es disputà al Circuit de Dundrod (prop de Belfast/Béal Feirste, Irlanda del Nord) el dia 11 d'agost de 1962.

## 500 cc
Prengueren la sortida 53 pilots, dels quals només 18 es classificaren; entre els retirats més coneguts hi havia Bert Schneider, František Št'astný, Paddy Driver, Jack Findlay, Mike Duff, Hugh Anderson i Derek Minter.

### Arribats a la meta
| Pos. | Pilot            | Moto      | Temps      | Punts |
| ---- | ---------------- | --------- | ---------- | ----- |
| 1    | Mike Hailwood    | MV Agusta | 1h 18:20.6 | 8     |
| 2    | Alan Shepherd    | Matchless | +3:45.2    | 6     |
| 3    | Phil Read        | Norton    | +4:44.0    | 4     |
| 4    | Ron Langston     | Norton    | +1 volta   | 3     |
| 5    | Tony Godfrey     | Norton    | +1 volta   | 2     |
| 6    | Ray Spence       | Norton    | +1 volta   | 1     |
| 7    | Peter Middleton  | Norton    | +1 volta   |       |
| 8    | Roy Ingram       | Norton    | +1 volta   |       |
| 9    | Sid Mizen        | Matchless | +1 volta   |       |
| 10   | Ralph Bryans     | Norton    | +1 volta   |       |
| 11   | Tom Thorp        | Norton    | +1 volta   |       |
| 12   | Jack Ahearn      | Norton    | +1 volta   |       |
| 13   | Alf Shaw         | Norton    |            |       |
| 14   | Karl Recktenwald | Norton    |            |       |
| 15   | Dennis Fry       | Norton    |            |       |
| 16   | Patrick Plunkett | Matchless |            |       |
| 17   | Tommy Holmes     | Matchless |            |       |
| 18   | Jimmy Jones      | Norton    |            |       |

## 350 cc
Entre els retirats més coneguts hi havia Mike Hailwood, autor de la volta ràpida en cursa abans d'abandonar.

### Arribats a la meta (posició amb punts)
| Pos. | Pilot              | Moto      | Temps        | Punts |
| ---- | ------------------ | --------- | ------------ | ----- |
| 1    | Jim Redman         | MV Agusta | 1h 20' 40.6" | 8     |
| 2    | František Št'astný | Jawa      |              | 6     |
| 3    | Tommy Robb         | Honda     |              | 4     |
| 4    | Alan Shepherd      | AJS       |              | 3     |
| 5    | Gustav Havel       | Jawa      |              | 2     |
| 6    | Mike Duff          | AJS       |              | 1     |

## 250 cc

### Arribats a la meta (posició amb punts)
| Pos. | Pilot            | Moto       | Temps        | Punts |
| ---- | ---------------- | ---------- | ------------ | ----- |
| 1    | Tommy Robb       | Honda      | 1h 10' 58.6" | 8     |
| 2    | Jim Redman       | Honda      |              | 6     |
| 3    | Luigi Taveri     | Honda      |              | 4     |
| 4    | Arthur Wheeler   | Moto Guzzi |              | 3     |
| 5    | Campbell Donaghy | Ducati     |              | 2     |
| 6    | Stuart Graham    | Aermacchi  |              | 1     |

## 125 cc
Entre els retirats hi havia Ernst Degner.

### Arribats a la meta (posició amb punts)
| Pos. | Pilot          | Moto   | Temps     | Punts |
| ---- | -------------- | ------ | --------- | ----- |
| 1    | Luigi Taveri   | Honda  | 58' 45.6" | 8     |
| 2    | Tommy Robb     | Honda  | + 0.0     | 6     |
| 3    | Jim Redman     | Honda  | + 0.2     | 4     |
| 4    | Teisuke Tanaka | Honda  | + 49.0    | 3     |
| 5    | Hugh Anderson  | Suzuki | + 2' 25.2 | 2     |
| 6    | Paddy Driver   | EMC    | + 3' 18.4 | 1     |